# Domiporta shikamai
Domiporta shikamai is een slakkensoort uit de familie van de Mitridae. De wetenschappelijke naam van de soort is voor het eerst geldig gepubliceerd in 1980 door Habe.